# Écotype

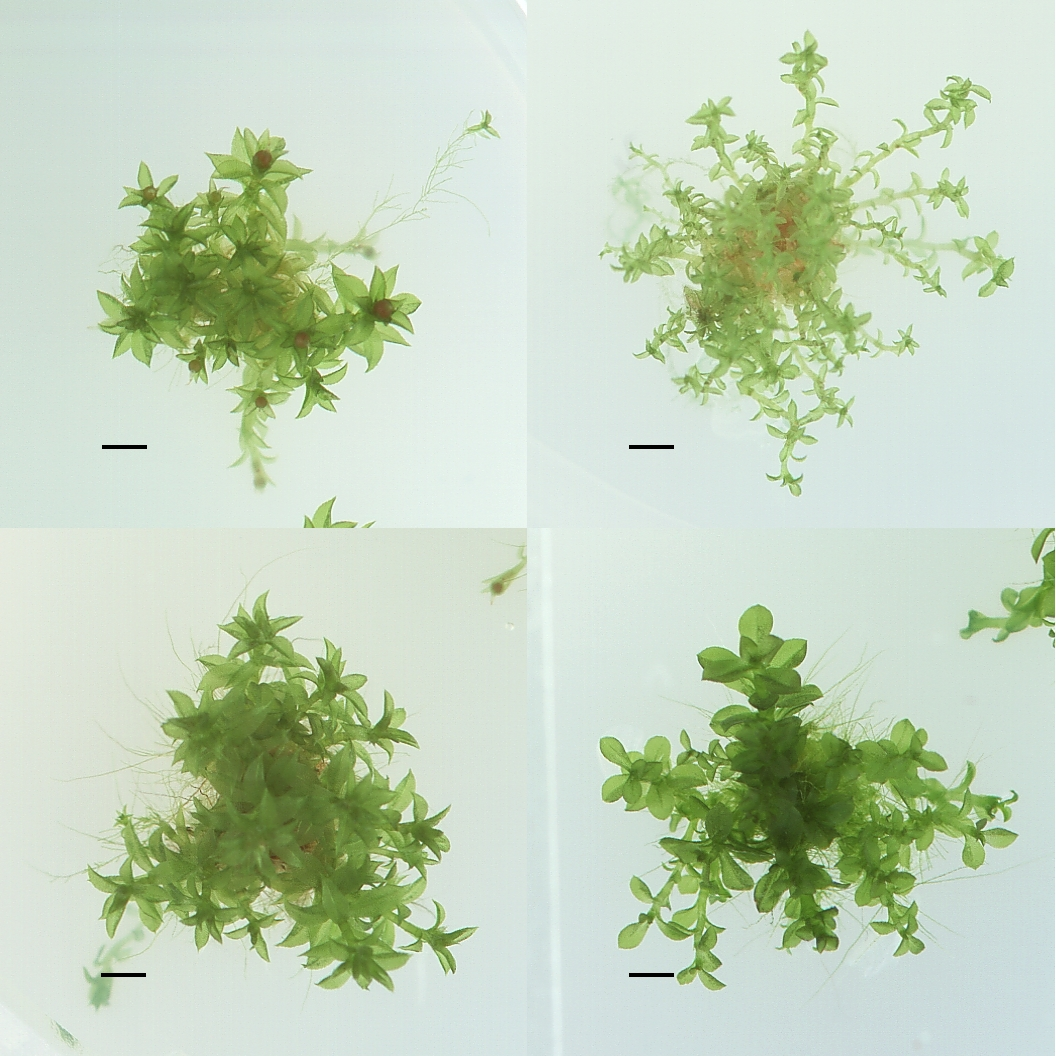
Quatre écotypes différents de Physcomitrella patens provenant du International Moss Stock Center.

Un écotype, parfois appelé sous-espèce, est une variété, un individu ou population (morphe) génétiquement distincte, d'une espèce donnée qui présente des caractéristiques adaptées à des habitats différents. Les caractéristiques propres à l'écotype sont héréditaires. Même si l'analyse génétique est de plus en plus prévalente, un écotype est encore aujourd'hui défini selon des critères morphologiques, physiologiques et sur des données écologiques. Ce type de variation s'apparente donc étroitement aux concepts de plasticité, de polyphénisme et de polymorphisme.
L'écotype s'oppose à l'accomodat.

## Histoire et terminologie
Le terme écotype apparait pour la première fois dans un article scientifique du botaniste suédois Göte Turesson, dans lequel il le définit comme étant une unité écologique distincte à l'intérieur d'une même espèce, produite en réponse aux conditions environnementales particulières à son habitat. Son étude portant principalement sur les plantes, est en quelque sorte une réponse aux avancées très importantes de la génétique mendélienne, qui constitue à l'époque la focalisation centrale des chercheurs du domaine scientifique. Turesson tente d'éclairer la communauté quant aux aspects écologique et expérimental de la différenciation des espèces en milieux naturels, composantes peu étudiées et selon lui négligées. 
« Bien que présentement, le côté purement génétique du problème [de spéciation] soit assez bien compris, nous n'avons rien qui permette d'établir une perspective fiable de l'importance des facteurs écologiques dans le processus de différenciation des organismes » - Gôte Turesson, 1922.
Le travail de Turesson ne s'arrête pas la. Pendant plusieurs années subséquentes, il s'engage dans une controverse et un débat échauffé avec d'autres membres de la communauté scientifique. Plusieurs taxonomistes de l'époque ne sont pas d'accord avec le terme, jugeant qu'il n'a pas d'utilisation réelle et ne fait que confiner le concept de variation intraspécifique à l'intérieur de groupes statiques. Cette résistance pousse d'ailleurs Turesson à modifier son point de vue sur son propre terme et à le redéfinir. À partir des articles qu'il publie dans les années suivantes, il clarifie que les écotypes sont le produit de sélection naturelle et réforme sa distinction précédente entre la génétique et l'écologie, admettant que les deux concepts soient inévitablement en lien lors du processus de spéciation.
Dans le cadre d'études pour mieux comprendre le processus de spéciation, Jens Clausen, David Keck et William Hiesey, trois botanistes de l'Université Stanford en Californie, ont développé sur une période d'un peu plus de 20 ans, une approche taxonomique expérimentale permettant d'examiner plus en détail les différenciations adaptatives de plusieurs espèces de plantes en réponse à l'environnement. Au travers d'une grande gamme de familles de plantes différentes, ils ont démontré une évolution parallèle d'écotypes côtiers, intérieurs et alpins. Plus tard, Jens Clausen fait référence à ce phénomène en utilisant le terme "race écologique", et considère que la formation d'un écotype (ou race écologique) constitue un élément de base dans la chronologie du processus de spéciation. Selon lui, les écotypes seraient les produits d'adaptations locales (aux conditions de l'habitat) combinées à la présence de barrières reproductives écologiques.

## Distributions et interactions
Les différents écotypes subsistants à l'intérieur d'une même population occupe généralement un espace géographique, ou niche écologique, distinct. Typiquement, les croisement entre deux écotypes adjacents sont viables et n'entraine pas de perte de fertilité chez les progénitures. Cependant, quelques espèces comme l'épaulard (Orcinus Orca) sont connus pour n'avoir aucune interaction avec leurs différents types intraspécifiques, et ce même s'ils n'affichent visiblement que très peu de diversité au niveau génomique.
Le terme semble également utilisé pour qualifier les différentes formes ou morphes d'une espèce, dont les différences sont l'effet d'un polymorphisme ou polyphénisme. C'est le cas de l'espèce Salmo trutta dont les individus peuvent prendre la forme de truites de mer, de lac ou de rivière en fonction du milieu où ils migrent. En fait, la distinction entre écotypes et population polymorphe n'est pas toujours facile à faire. Dans plusieurs habitats aux conditions hétérogènes, on retrouve un gradient de forces sélectives favorisant une forme (morphe) à l'une des extrémités du gradient, alors qu'une autre forme est préférentielle à l'autre extrémité. Ce type de gradient peut en venir à former ce qu'on appelle un cline, produisant des individus polymorphes à des positions intermédiaires tout au long du gradient. Dans de telles situations, il est difficile d'arriver à différencier si les populations sont de types polymorphes ou constituent plutôt une série d'écotypes locaux.

## Formation
Bien qu'il n'y ait toujours pas aujourd'hui de consensus général à propos de la manière dont un écotype se forme, plusieurs études, principalement au niveau des organismes sessiles, ont démontré que la production d'écotypes se manifeste généralement lorsque la distance séparant les populations est grande. Ceci s'explique par l'effet de l'hybridation entre les individus qui, lorsqu'ils sont suffisamment adjacents, se reproduisent entre eux. Ces croisements ont pour effet d'entretenir le gene flow entre ces populations, de diminuer l'impact des adaptations locales, et de mener inévitablement à une plus grande homogénéité des individus. Pourtant, certaines expérimentations rapportent la présence et le maintien de différents écotypes dans un jardin commun, alors que les plants de la même espèce sont séparés par quelques mètres seulement et subissent exactement les mêmes conditions.
Ceci étant dit, il est communément accepté que les mécanismes menant à la formation de nouvel écotype soient similaires, voire, exactement les mêmes que ceux intervenant dans le processus de spéciation.

## Végétal
Les variétés apparues spontanément peuvent être commercialisées et mises en culture après leur approbation et leur inscription au Catalogue officiel, ce sont les cultivars locaux.

## Exemples

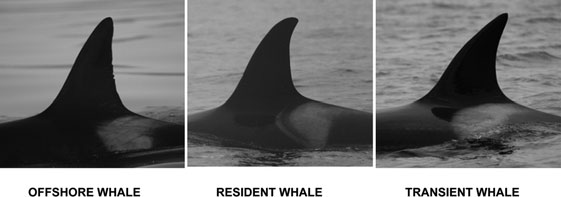
Les dorsales typiques des trois écotypes d'épaulards retrouvés dans l'hémisphère nord.

- Les orques (Orcinus Orca) constituent probablement l'espèce animale la plus flagrante en termes de diversification écotypique. Présentement, Orcinus orca est considérée comme étant une seule et même espèce cosmopolite à l'alimentation très diversifiée. Cependant, plusieurs études portant sur l'écologie de ces superprédateurs ont démontré qu'il existe en milieux naturels une multitude d'écotypes arborant des différences morphologiques, comportementales et alimentaires importantes, selon leur distribution aux travers des océans[6]. On distingue officiellement trois types d'épaulards différentiés selon leur alimentation dans l'hémisphère nord. Il s'agit des orques errantes, qui se nourrissent majoritairement de mammifères marins, des orques nomades et des orques offshore, dont le régime est considéré comme principalement piscivore[9]. Ces formes vivent indépendamment les unes des autres et n'interagissent peu ou pas du tout. Elles sont donc considérés comme étant des formes sympatriques d'une même espèce puisqu'elles ne s'hybrident pas malgré le fait qu'elles partagent une même région. D'ailleurs, cette ségrégation comportementale chez les écotypes sympatriques serait maintenue en place par des mécanismes culturels entre les populations, phénomène extrêmement rare chez les espèces mammifères non humaines[10].

- Le caribou (Rangifer tarandus) est une autre espèce communément subdivisée en plusieurs écotypes différents. Toutes les populations de caribou (également appelé renne) présentes en Amérique du Nord, Europe et en Asie composent en fait une seule et même espèce. Au fil des années, les chercheurs ont mis en place un système de classification pour différencier les individus sur des bases comportementales et écologiques. Au Canada, trois grands écotypes ont été proposés selon les stratégies respectives des populations lors de la saison de reproduction[11],[12]. Le caribou boréal désigne l'écotype "sédentaire" que l'on retrouve dans les forêts boréales de Terre-Neuve jusqu'au nord-est de la Colombie-Britannique. Ils forment de petits groupes lors de la période de reproduction et sont généralement répartis sur un territoire vaste de centaines ou milliers de kilomètres carrés. Ils ne sont considérés comme étant sédentaires qu'en comparaison avec l'écotype migratoire beaucoup plus nombreux de la toundra, dont les individus se rassemblent en troupeaux composés de milliers d'individus au printemps, en saison de reproduction. Ces troupeaux effectuent une grande migration saisonnière de plus d'une centaine de kilomètres, s'étalant d'un bout à l'autre du pays[13]. Le troisième écotype est classé sous le nom du caribou des montagnes puisque les femelles donnent naissance à leurs progénitures en élévation dans les régions alpines et subalpines de la forêt boréale. Ils peuvent avoir un comportement sédentaire ou migratoire selon le nombre d'individus dans le troupeau[12].
- Le plus petit organisme capable d'effectuer la photosynthèse, la cyanobactérie Prochlorococcus existe sous 6 écotypes connus différents, classés selon leur divergence génétique[14]. Cette espèce est la plus abondante des phytoplanctons dans les océans tropicaux et subtropicaux, et contribue à une grande proportion à la photosynthèse globale. En tant que photoautotrophe, les besoins physiologiques de Prochlorococcus se limitent à la présence de lumière, de CO2 et de nutriments inorganiques. Une divergence génétique de moins de 3 % dans les séquences d'ADN provenant des ribosomes des différents écotypes leur permet pourtant d'occuper des niches écologiques différentes et d'avoir des pics d'absorbance lumineux propres à celles-ci[15]. Cela résulte, entre autres, en une distribution graduelle des écotypes dans la colonne d'eau selon leur longueur d'onde optimale pour la croissance. Plus le type est tolérant à une faible luminosité, plus on le retrouvera en profondeur où les plus courtes longueurs d'onde peuvent pénétrer.
- Arabis Fecunda, une herbe extrêmement rare qui ne pousse que dans les sols calcaire du Montana aux États-Unis est divisé en deux écotypes. L'un pousse en basse élévation au pied de certaines montagnes où l'air est plus chaud et aride tandis que l'autre croît en altitude élevée. L'écotype de basse élévation a développé une tolérance plus grande à la sécheresse que l'écotype poussant en haute élévation, probablement dû à une mutation génétique ou épigénétique[7].
- Le marsouin commun (Phocoena phocoena) est répertorié sous 3 sous-espèces; P. p. vomeria dans le Pacifique nord, P. p. phocoena dans l'Atlantique nord et P. p. relicta dans la mer Noire. L'espèce est divisée ainsi selon des divergences génétiques au niveau de leur génome mitochondrial[16].
- Le grand dauphin (Tursiops truncatus) est aussi divisé en 2 écotypes. L'écotype côtier est retrouvé majoritairement dans la zone néritique près des côtes tandis que l'écotype offshore est distribué en eaux plus profondes. Même si ces deux types ont au moins une partie de leur territoire respectif qui se chevauche, les individus ne se reproduisent pas entre eux. La distinction entre les deux écotypes est importante dans une optique de conservation et de gestion puisqu'ils sont définis selon deux unités de gestion séparées selon le Marine Mammal Protection Act (MMPA)[17].